# Park Bydgoskiego Harcerstwa
Park Bydgoskiego Harcerstwa (do 2017 Park Zbigniewa Załuskiego) – park miejski w Bydgoszczy, liczący 16,86 hektarów powierzchni.

## Nazewnictwo
Pierwotnie jego patronem był pułkownik Zbigniew Załuski (1926–1978) – komunistyczny działacz partyjny, oficer polityczny LWP, pisarz i publicysta. W roku 2017 jego nazwa została zmieniona na Park Bydgoskiego Harcerstwa.

## Lokalizacja
Park jest położony w północno-wschodniej części osiedla Leśnego, między ulicami: Józefa Sułkowskiego, Modrzewiową, Stefana Wyszyńskiego i Czerkaską. 
Teren zajmowany przez park ma wymiary ok. 550 x 250 m i sąsiaduje od północy z Lasem Gdańskim, zaś od wschodu i południa z zabudową mieszkalną.

## Historia
Park został założony w 1965 roku na terenie podmiejskiego lasu sosnowego. Powstał jako jeden z końcowych etapów budowy osiedla, którego wznoszenie rozpoczęto w latach 30. XX wieku.   
Drzewostan  parku przez lata przebudowywano w kierunku wprowadzenia większości gatunków liściastych: klonu, brzozy, topoli, dębu czerwonego, wierzby. W latach 70. XX w. alejki parkowe wyposażono w nawierzchnię asfaltową. W latach 2009–2010 dokonano modernizacji infrastruktury i zieleni na terenie parku. Główne aleje uzyskały nawierzchnię z kostki betonowej, wymieniono ławki, nasadzono nowe drzewa i krzewy.

## Charakterystyka
Park jest wyposażony w sieć ścieżek z ławkami, znajduje się w nim również plac zabaw dla dzieci. W zachodniej jego części znajdowała się niegdyś najokazalsza byliniarnia w mieście oraz obelisk z tablicą i płaskorzeźbą patrona parku. 

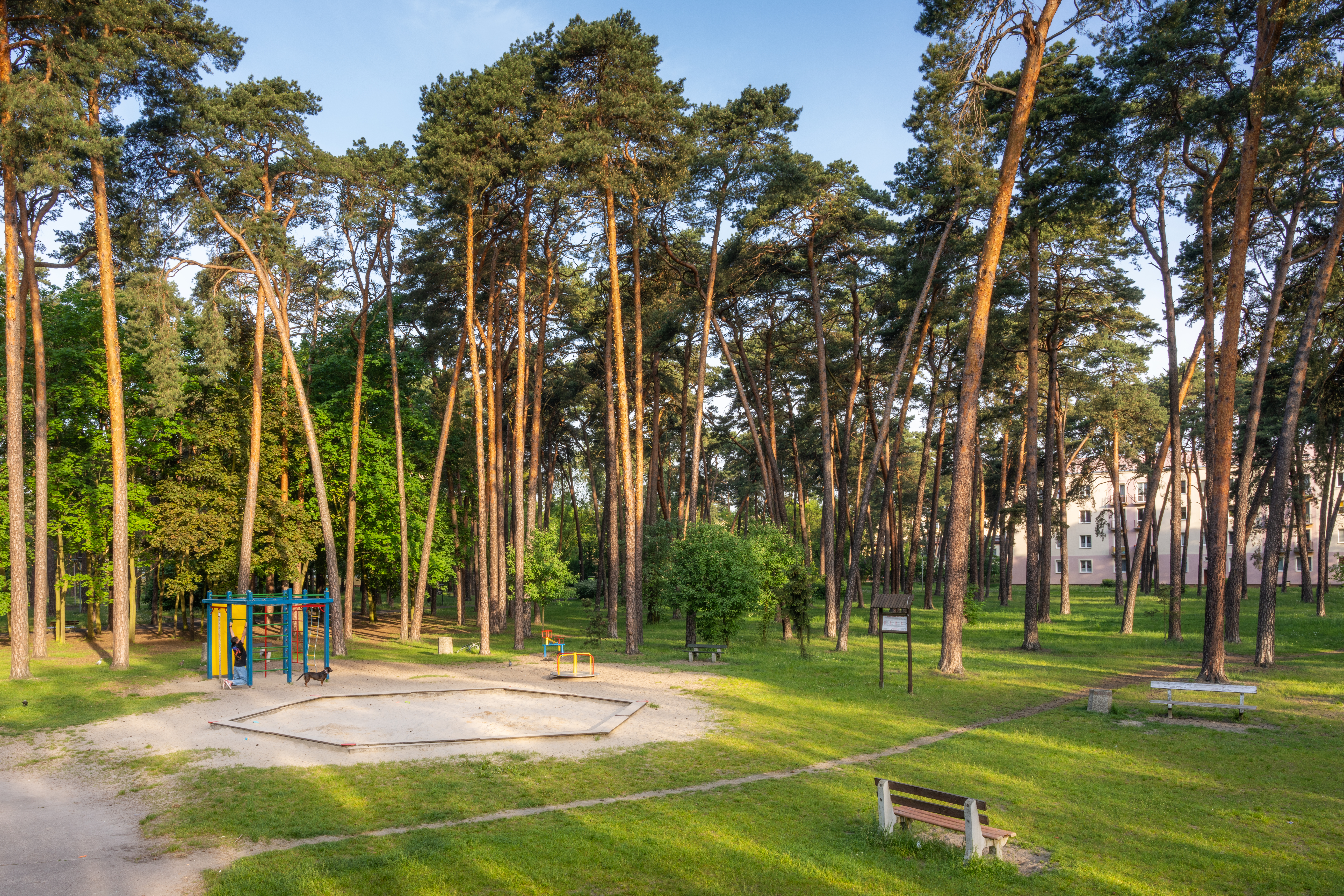
Polana
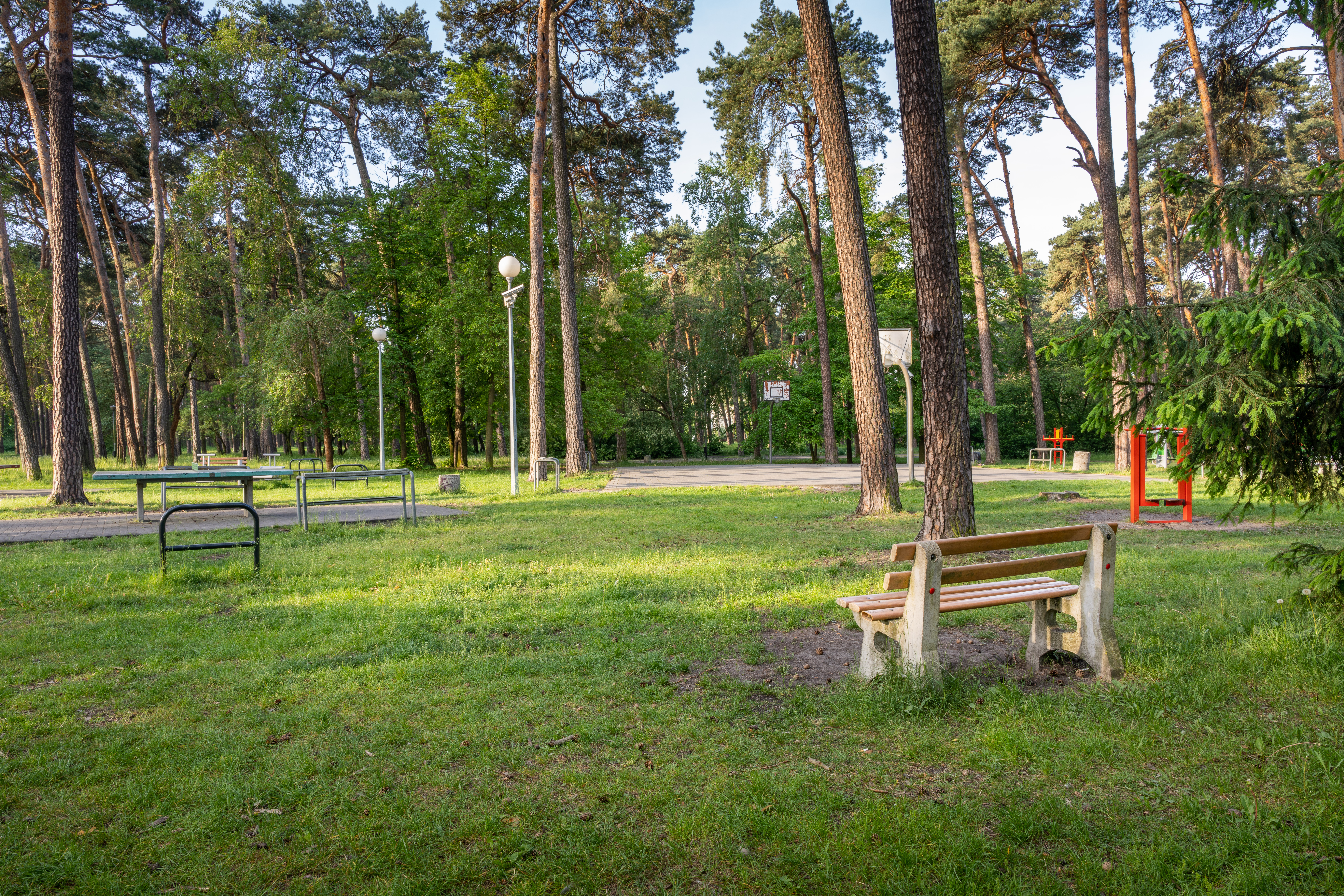
Boisko
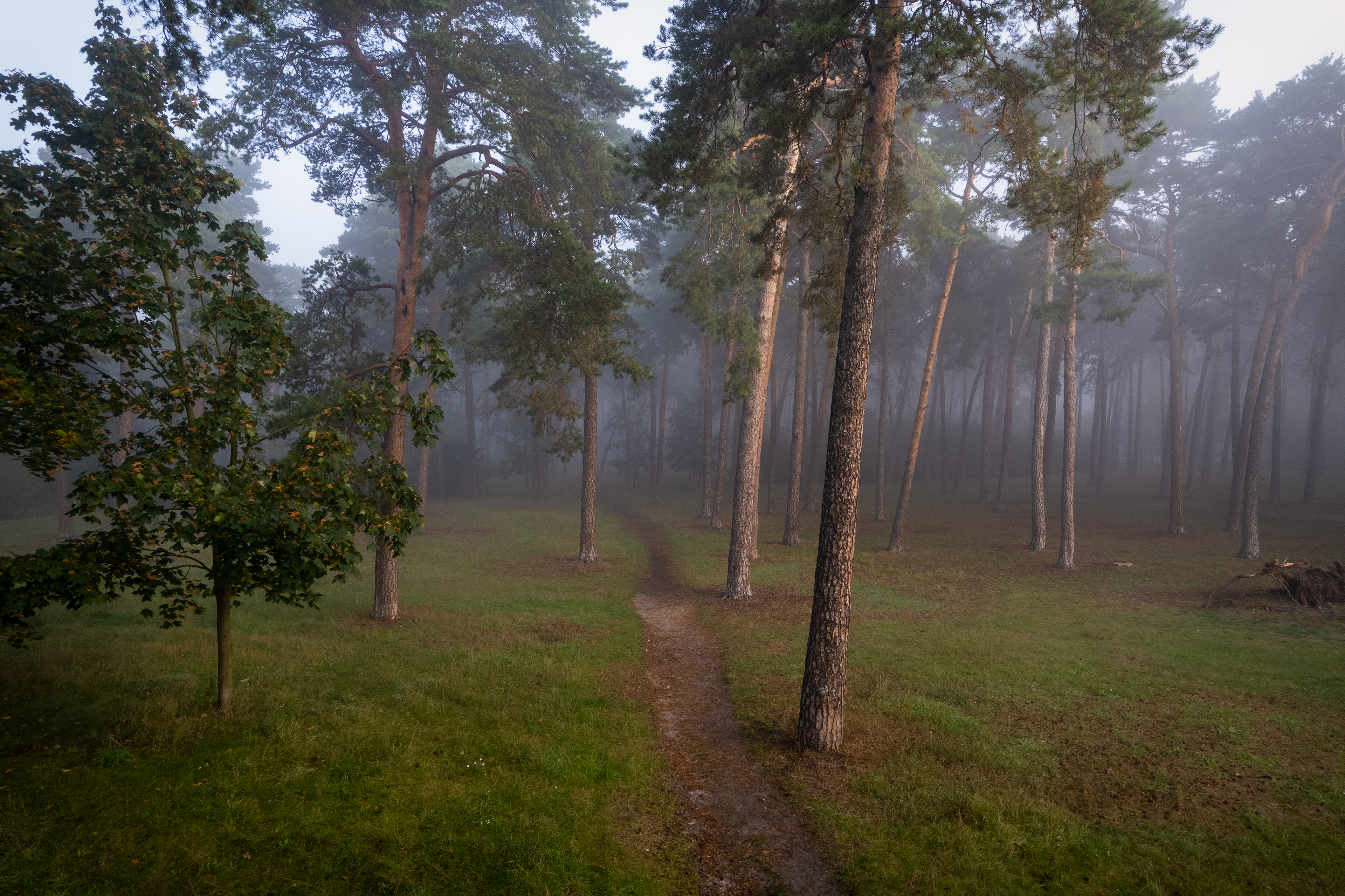
Jesień
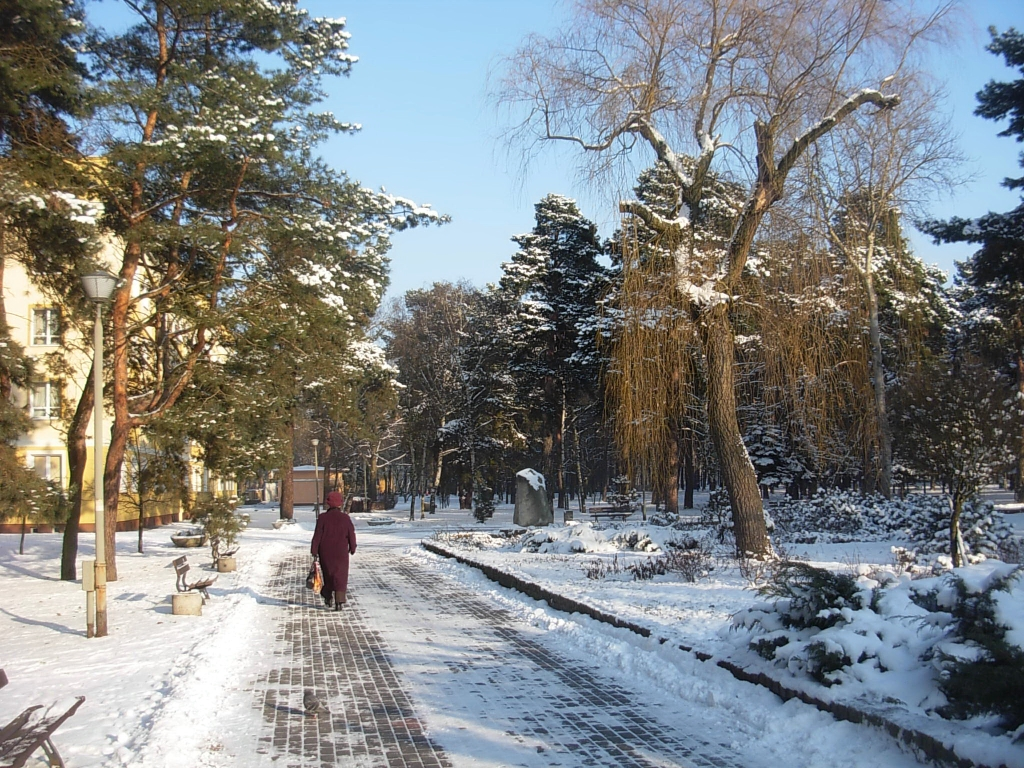
Zima
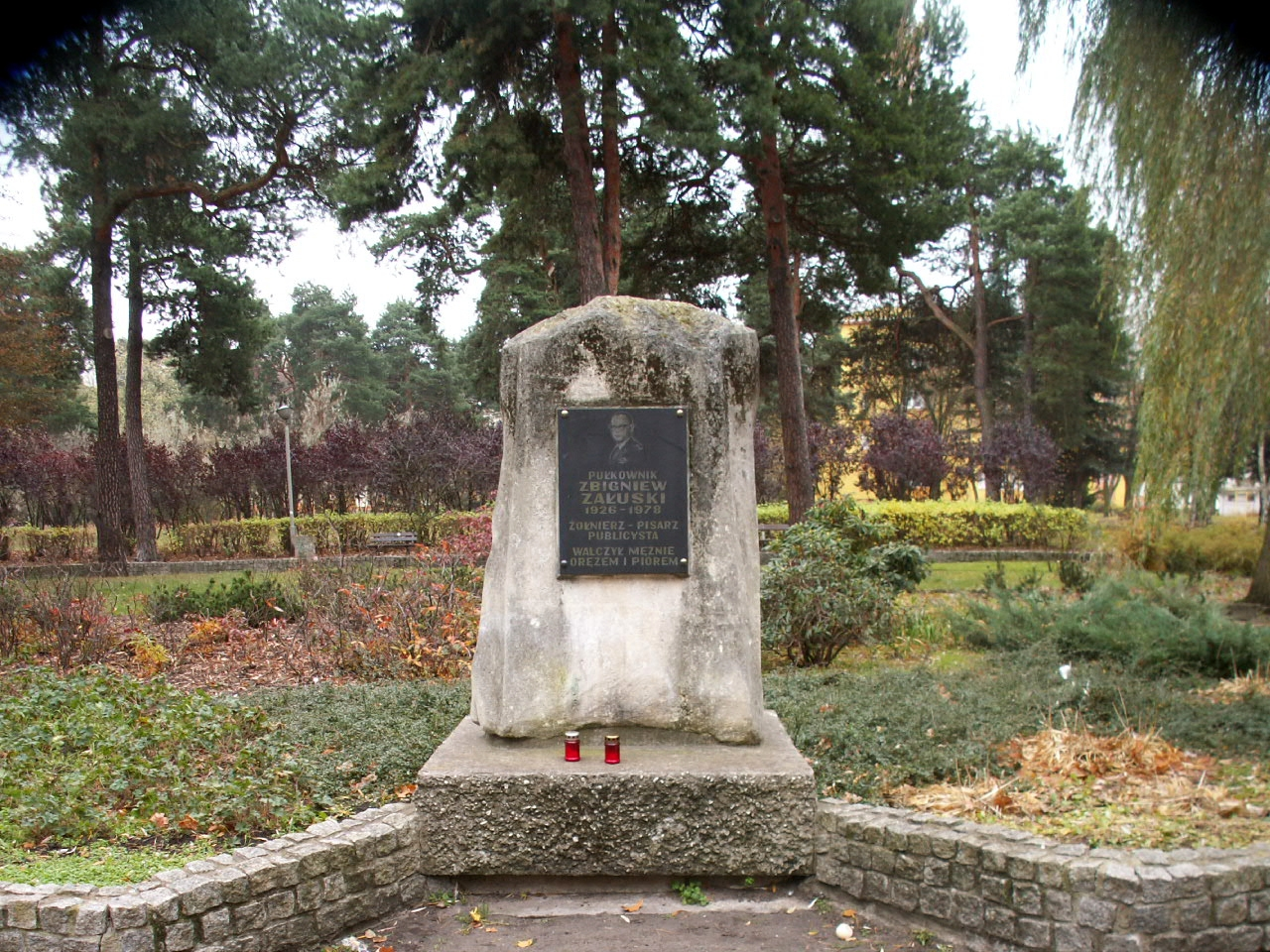
Kamień z tablicą pamiątkową Zbigniewa Załuskiego